# Bez trestu (spolek)
Bez trestu, z.s. je český spolek se sídlem v Praze, který se od roku 2021 zabývá podporou a ochranou lidských práv, konkrétně ochranou a podporou obětí sexualizovaného a domácího násilí. Spolek vzešel ze stejnojmenné iniciativy šesti žen. Zakladatelkami jsou advokátka Lucie Hrdá, právničky Kristýna Benešová a Lucie Ottingerová, Klára Kadár, Lívia Bencková a Pavlína Zvolánková.

## Cíle spolku
Spolek usiluje o:
- lepší vzdělávání soudkyň, soudců a státních zástupkyň a zástupců
- ukládání trestů adekvátních trestným činům znásilnění a domácího násilí
- vytvoření veřejně přístupné databáze všech trestních rozsudků, ze které by veřejnost i odborníci mohli čerpat informace o tom, jak se v Česku trestá sexualizované a domácí násilí

## Témata
Témata, kterými se spolek zabývá:
- poukazování na častou extrémní nepřiměřenost trestů pro pachatele sexualizovaného a domácího násilí[14]
- vedení otevřené a celospolečenské diskuse o trestání sexualizovaného a domácího násilí[14]
- otevření diskuze o povinném vzdělávání soudkyň, soudců, státních zástupkyň a zástupců ve věcech viktimologie, psychologie obětí trestného činu, společenského kontextu sexualizovaného a domácího násilí apod.[5]

## Kontroverze
Advokátka Lucie Hrdá ve své advokátní praxi v rozporu se svým veřejným působením obhajovala soudce Romana Švaňhala, který se dopustil domácího násilí na své přítelkyni . V roce 2024 kvůli této kauze Hrdá spolek opustila.